# André Stempfel

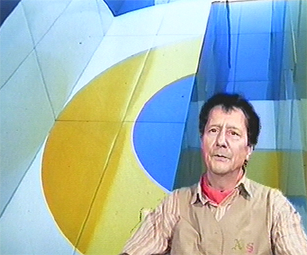
André Stempfel

André Stempfel (* 20. Oktober 1930 in Villeurbanne) ist ein französisch-schweizerischer Maler, Zeichner und Plastiker. Sein Werk umfasst zudem Collagen, Druckgrafiken, Siebdrucke, Wandmalereien, Multiples, Installationen sowie Kunst im öffentlichen Raum.

## Leben und Werk
André Stempfel war 1948 in Lyon ein Malschüler von Albert Gleizes. Als die Familie nach Grenoble zog, besuchte er von 1951 bis 1954 die École Supérieure des Beaux-Arts und war ein Schüler von Jean-Marie Pirot. Ab 1958 studierte er an der Académie de la Grande Chaumière in Paris. 1970 zerstörte ein Feuer sein Atelier und damit auch seine Werke.
André Stempfel war Mitglied der Jeune Gravure contemporaine. Der 1929 in Paris gegründete Verein bot begeisterten Malern eine Austausch-Plattform und Ausstellungsmöglichkeiten.
Zudem war er Mitglied im Salon des réalités nouvelles. Dieser wurde 1946 in Paris von Kunstliebhabern und Kunstschaffenden gegründet.
Von 1980 bis 1997 war Stempfel Mitglied der Madi-Kunst-Gruppe und später deren Vizepräsident. Die Madi-Bewegung wurde 1946 an der französischen Hochschule in Buenos Aires von Carmelo Arden Quin in seinem Manifest proklamiert. Als Quin nach Paris übersiedelte, schlossen sich zahlreiche Künstler ihm an und nahmen u. a. regelmässig an den Veranstaltungen des Salon des réalités nouvelles teil.
André Stempfel gewann verschiedene Kunstpreise und stellte seine Werke in zahlreichen Ausstellungen im In- und Ausland aus. Zudem sind seine Werke in zahlreichen Sammlungen vertreten.